# Ângelo Rodrigues
Ângelo André Rodrigues Araújo (Porto, 9 de setembro de 1987) é um ator português, que se destacou como protagonista na telenovela Rosa Fogo, nomeada para um Emmy Internacional.

## Biografia
Ângelo Rodrigues nasceu em 9 de setembro de 1987 no Porto, mas viveu até aos 18 anos em Vila Nova de Gaia. Com formação na Escola Superior de Teatro e Cinema, Ângelo Rodrigues começou por participar em várias peças de teatro amador.

## Carreira
Em 2006, estreou-se na TV com a telenovela Doce Fugitiva (TVI), passando depois pelas séries P.I.C.A. (RTP2) e Morangos com Açúcar (TVI).
Regressou às telenovelas em Deixa que Te Leve (TVI) e Laços de Sangue (SIC), tendo esta última vencido o Prémio Emmy Internacional para Melhor Telenovela em 2011 e o Troféu de Melhor Novela 2011 nos Troféus TV 7 Dias em 2012.
Em 2011, Ângelo Rodrigues conquistou o lugar de protagonista em Rosa Fogo (SIC), telenovela nomeada para um Prémio Emmy Internacional de melhor telenovela, juntamente com Remédio Santo (TVI). O papel em Rosa Fogo valeu-lhe, no ano seguinte, uma nomeação do para a XVII Gala dos Globos de Ouro, na categoria de "Revelação", juntamente com o grupo musical Amor Electro, o futebolista Nélson Oliveira e a cantora Luísa Sobral. Ainda 2012, na III Gala Troféus de Televisão 2011 do Troféus TV 7 Dias, Ângelo Rodrigues estava nomeado na categoria "Ator Principal", pela interpretação em Rosa Fogo, juntamente com Diogo Morgado, João Perry, Paulo Pires e Pedro Teixeira, tendo-lhe sido atribuído um dos prémios especiais, o "Prémio revelação de televisão".
Também em 2012, em março, lançou o seu único álbum até ao momento, Angel-O, com o mesmo nome artístico, "Angel-O".
Quanto ao cinema, a sua estreia deu-se no filme PICA - O Filme (2008), de Gil Ferreira, seguindo-se A Esperança Está Onde Menos Se Espera (2009), de Joaquim Leitão, A Bela e o Paparazzo (2010), de António Pedro Vasconcelos, e O que Há de Novo no Amor? (2011), de Mónica Santana Baptista.

## Vida pessoal
De 2010 a 2016, teve um relacionamento com a jornalista e apresentadora Iva Domingues.
É um apaixonado por viagens, tendo já visitado o Nepal, Camboja, Tailândia, Alasca, Mauritânia etc., realizando documentários de algumas das viagens que faz e, inclusive, voluntariado.

### Saúde
Em agosto de 2019, Ângelo Rodrigues enfrentou uma grave complicação de saúde após injetar testosterona nas nádegas por razões estéticas, sem supervisão médica. A injeção causou uma séria infeção, que se espalhou rapidamente e colocou a sua saúde em risco. O ator chegou a correr o risco de ter de amputar a perna esquerda devido à gravidade da infeção. Ele foi submetido a várias cirurgias e ficou em coma induzido, recebendo cuidados intensivos. Rodrigues acabou por conseguir superar a infeção e a ameaça de amputação, e, após um longo período de recuperação, retomou à sua vida pessoal e profissional. Este episódio ressaltou os perigos da automedicação e do uso impróprio de substâncias para fins estéticos.
Em janeiro de 2025, ele voltou a ficar em coma induzido, desta vez devido a uma pneumonia por aspiração causada pelo consumo de "substâncias psicoativas".

## Filmografia

### Televisão
| Ano       | Projeto                             | Papel                       | Notas                                | Canal      |
| --------- | ----------------------------------- | --------------------------- | ------------------------------------ | ---------- |
| 2006–2007 | Doce Fugitiva                       | Frederico                   | Elenco Infantil                      | TVI        |
| 2007      | P.I.C.A.                            | Jaime                       | Participação                         | RTP2       |
| 2007–2008 | Morangos com Açúcar 5               | Luís Ferreira               | Protagonista                         | TVI        |
| 2008      | Casos da Vida: "Pelas Própria Mãos" | Zé João                     | Elenco Principal                     | TVI        |
| 2009–2010 | Deixa Que Te Leve                   | Germano Torres              | Elenco Principal                     | TVI        |
| 2010–2011 | Laços de Sangue                     | Orlando Ayres               | Elenco Principal                     | SIC        |
| 2011–2012 | Rosa Fogo                           | Estevão Amorim              | Protagonista                         | SIC        |
| 2013–2014 | Sol de Inverno                      | Simão Teles de Aragão       | Elenco Principal                     | SIC        |
| 2014      | Mar Salgado                         | Miguel Castro               | Participação Especial                | SIC        |
| 2015      | As Canalhas                         | Fábio                       | Ator Convidado                       | GNT        |
| 2015–2016 | Poderosas                           | Salomão Silva               | Co-Antagonista                       | SIC        |
| 2016      | Amor Maior                          | Brian                       | Elenco Adicional                     | SIC        |
| 2017      | Ministério do Tempo                 | Pacino Mendes               | Elenco Principal                     | RTP1       |
| 2018      | (Des)encontros                      | Pedro Goldfarb              | Protagonista                         | Canal Sony |
| 2018–2019 | Vidas Opostas                       | Rodrigo                     | Co- Antagonista                      | SIC        |
| 2019–2021 | Golpe de Sorte                      | Bruno Garcia                | Co-Protagonista                      | SIC        |
| 2019      | Golpe de Sorte: Um Conto de Natal   | Bruno Garcia                | Co-Protagonista                      | SIC        |
| 2021      | A Serra                             | Artur Roque Neto            | Participação Especial                | SIC        |
| 2023      | Qomolangma                          | Ele Próprio                 | Filme Documental (OPTO)              | SIC        |
| 2023–2024 | Papel Principal                     | Frederico «Fred» Nascimento | Protagonista                         | SIC        |
| 2025      | Vale Tudo                           | Martin Castrovilli          | Episódios: "29 de abril - 2 de maio" | TV Globo   |

### Cinema
| Ano  | Filme                                 | Papel                       |
| ---- | ------------------------------------- | --------------------------- |
| 2008 | PICA - O Filme                        | Jaime                       |
| 2009 | A Esperança Está Onde Menos Se Espera | Empregado da loja de música |
| 2010 | A Bela e o Paparazzo                  | Famoso na praia             |
| 2010 | Algo de Bom (curta-metragem)          |                             |
| 2012 | O Que Há de Novo no Amor?             | Rafael                      |
| 2018 | Linhas de Sangue                      | Jorge Mafra                 |

## Teatro
| Ano  | Título                                | Papel          |
| ---- | ------------------------------------- | -------------- |
| 2003 | A Lamentação da Mula                  | Ele Próprio    |
| 2004 | Desimaginação                         | Galã           |
| 2010 | Prometeu Agrilhoado                   | Hermes         |
| 2011 | Só os Idiotas Querem Ser Radicais     | Ele Mesmo      |
| 2011 | A Gaivota                             | Trigorin       |
| 2013 | Win & Will, a partir de Dias Felizes  | Will           |
| 2014 | Hamlet Machine                        | Hamlet         |
| 2015 | Os Condenados                         | Mister Sublime |
| 2015 | Don Giovanni ou o Imorigerado Imortal | Don Giovanni   |
| 2017 | Alice: O Outro Lado da História       | Cheshire       |

## Streaming
| Ano  | Projeto          | Papel  | Notas | Canal   |
| ---- | ---------------- | ------ | ----- | ------- |
| 2022 | Olhar Indiscreto | Heitor |       | Netflix |
| 2025 | Rabo de Peixe    | Pedro  |       | Netflix |

## Discografia

### Álbuns de estúdio
| Título  | Informações                                                                  | Posição | Vendas | Certificações |
| Título  | Informações                                                                  | AFP     | Vendas | Certificações |
| ------- | ---------------------------------------------------------------------------- | ------- | ------ | ------------- |
| Angel-O | - Lançamento: abril de 2012 - Gravadora: EMI - Formato: CD, digital download | 26      | :      | :             |

## Prémios e nomeações
| Ano  | Prémio                   | Categoria              | Trabalho  | Resultado | Notas       |
| ---- | ------------------------ | ---------------------- | --------- | --------- | ----------- |
| 2012 | XVII Globos de Ouro      | Revelação              | Rosa Fogo | Indicado  | [ 1 ]       |
| 2012 | Troféus TV 7 Dias (2011) | Actor Principal        | Rosa Fogo | Indicado  | [ 7 ] [ 8 ] |
| 2012 | Troféus TV 7 Dias (2011) | Revelação de televisão | N.A.      | Venceu    | [ 5 ]       |

## Outros
| Ano  | Nome | Realizador                                        |
| ---- | --- | ------------------------------------------------- |
| 2017 | A Terra dos Mil Sorrisos, documentário filmado e realizado por Ângelo Rodrigues. É o registo da experiência inesquecível do ator como professor de aulas de expressão dramática a crianças de 5 anos, bem como do grupo de teatro do Centro Infantil da Ilha de Moçambique, construído pela Helpo em 2010.) | Ângelo Rodrigues (filmado e realizado pelo mesmo) |